# 中国电影华表奖
中国电影华表奖，是中华人民共和国电影最高政府荣誉奖，由国家电影局主办评选，每两年举办一届，奖杯采用北京天安门城楼前的华表为造型。
中国电影家协会主席吴贻弓宣稱，中国电影金鸡奖、大众电影百花奖与中国电影华表奖并称中国电影“三大奖”。他説，金鸡奖是學術奖，代表较高思想艺术水准；百花奖是观众奖，代表群众认可；华表奖是政府奖，具有国家导向與政府提倡。
近年，华表奖红毯和颁奖典礼星光璀璨，堪称每年的“电影人大联欢”。

## 历史沿革
中国电影华表奖的前身是由中华人民共和国文化部主办的、始于1957年的文化部优秀影片奖，每年评选一次，因文化大革命而一度中断，1979年恢复评奖活动。1985年，因文化部电影事业管理局划归为广播电影电视部，更名为广播电影电视部优秀影片奖。1986年与1987年、1989年与1990年合并举办。1995年，经中宣部批准同意，从1994年度评奖开始，正式定名为“中国电影华表奖”。
从2002年开始，华表奖由往年的以年度命名改为以届次命名。2003年起，华表奖获奖名单不再提前公布，改于颁奖晚会上现场揭晓。2005年，将原有的“中国电影华表奖”、“夏衍电影文学奖”、“中国电影童牛奖”合并，并与“电视剧飞天奖”、“广播电视节目奖”一同归并在“中国广播影视大奖”之下，统一冠名为“中国广播影视大奖·电影华表奖”，由一年一届改为两年一届。
2013年，华表奖奖项做出了较大调整：将优秀编剧奖拆分为优秀原创剧作与优秀改编剧作；优秀新人奖拆分为优秀青年导演、优秀青年编剧、优秀新人男/女演员；取消优秀少儿（男/女）演员奖、优秀境外华裔导演、优秀境外华裔男/女演员奖、优秀数字电影奖；新增优秀少数民族题材影片、优秀农村题材影片、优秀青年创作影片和优秀摄影奖。第十五届超过1000部影片参评。但由于当年8月份国家新闻出版广电总局等五部委发布的“晚会节俭令”影响，第15届华表奖延后至12月26日举行，颁奖与第29届中国电视剧飞天奖合并举行，不设红毯仪式。
2015年，因应全国性文艺评奖制度改革，原定于2015年举行的第16届华表奖延后。
2016年，第16届华表奖举办，对奖项和名额进行了大量精简。此外颁奖典礼融合了中国电影新力量推介盛典，使两大电影盛事合二为一。
2018年，第17届华表奖于2018年12月8日在北京水立方举办。因机构改革，第十七届起不再冠以“中国广播影视大奖”前缀。
2023年，因新冠疫情，第18届和第19届华表奖合并颁奖。

## 参评资格
2005年后《中国电影华表奖评选章程》规定，参加评奖的影片必须是已获得《电影片公映许可证》后2年内已公映的国产影片，而且一部影片只参加一届评选。
- 影片的总成本与市场的总收入持平（含电影后产品）持平，即投入与产出比为1:1。
- 票房总收入达到人民幣500万元。
- 电影频道或其他电视频道的观众收视人次达2200万。[10]

## 奖项设置

### 现存奖项
- 优秀故事片（最高奖项，第1届至今）
- 优秀少儿影片（第1届至今，原为“优秀儿童片”，与“童牛奖”合并后曾更名为“优秀少儿童牛影片”）
- 优秀青年创作影片（第15届至今）
- 优秀少数民族题材影片（第15届至今）
- 优秀农村题材影片（第15届至今）
- 优秀导演（第1届至今，原为“最佳导演”）
- 优秀编剧（第1届至今，原为“最佳编剧”）
- 优秀男演员（第1届至今，原为“最佳男演员”）
- 优秀女演员（第1届至今，原为“最佳女演员”）
- 优秀电影音乐（第15届至今）
- 优秀电影摄影（第15届至今）

### 已取消奖项
- 最佳故事片
- 最佳戏曲片、优秀戏曲片
- 优秀美术片→优秀动画片
- 优秀纪录片
- 最佳科教片、优秀科教片
- 优秀电视电影
- 优秀数字电影
- 最佳电影技术
- 最佳对外合拍片
- 最佳制片管理
- 优秀译制片
- 优秀少儿男演员
- 优秀少儿女演员
- 优秀新人
  - 优秀新人导演
  - 优秀新人编剧
  - 优秀新人男演员
  - 优秀新人女演员
- 优秀境外华裔导演
- 优秀境外华裔男演员
- 优秀境外华裔女演员
- 优秀青年导演
- 优秀青年编剧
- 优秀出品人
- 对外合作荣誉奖
- 特殊贡献奖
- 评委会奖

## 历届主要奖项
- 括号内数字表示得奖者获同一奖项的次数（2次以上）

| 届数 | 优秀导演                                                              | 优秀男演员                                | 优秀女演员                                            |
| ---- | --------------------------------------------------------------------- | ----------------------------------------- | ----------------------------------------------------- |
| 1    | 张建亚《绝境逢生》                                                    | 李仁堂《被告山杠爷》                      | 艾丽娅《二嫫》                                        |
| 2    | 陈国星、王坪《孔繁森》                                                | 高明《孔繁森》                            | 曹翠芬《孤儿泪》                                      |
| 3    | 韦廉《大转折》 冯小宁《红河谷》                                       | 傅学诚《大转折》 刘佩琦《离开雷锋的日子》 | 于慧《喜莲》                                          |
| 4    | 胡炳榴《安居》 杨光远《大进军席卷大西南》                             | 唐国强《长征》                            | 陶虹《黑眼睛》 潘予《安居》                           |
| 5    | 孙沙《快乐老家》 张艺谋《一个都不能少》 滕文骥《春天的狂想》          | 邵兵《春天的狂想》 赵本山《男妇女主任》   | 徐帆《不见不散》 梅婷《红色恋人》                     |
| 6    | 陈国军《冲天飞豹》 吴子牛《国歌》 张建亚《紧急迫降》                  | 陈道明《我的1919》 李雪健《横空出世》     | 陈瑾《横空出世》 蒋雯丽《女帅男兵》                   |
| 7    | 于本正《生死抉择》 陈力《月圆今宵》 霍建起《蓝色爱情》                | 王学圻《相伴永远》 王庆祥《生死抉择》     | 奚美娟《月圆今宵》 谢兰《走过严冬》                   |
| 8    | 宋业明《冲出亚马逊》 塞夫、麦丽丝《天上草原》                         | 侯勇《冲出亚马逊》 王霙《毛泽东在1925》   | 陶红《生活秀》 于慧（2）《巧凤》                      |
| 9    | 翟俊杰《惊涛骇浪》 杨亚洲《美丽的大脚》                               | 刘佩琦（2）《和你在一起》 卢奇《邓小平》  | 倪萍《美丽的大脚》 黄素影《世界上最疼我的那个人去了》 |
| 10   | 郑洞天《台湾往事》 霍建起（2）《暖》                                  | 刘威《疑案忠魂》 周小斌《刻骨铭心》       | 蒋雯丽《台湾往事》 剧雪《灿烂的季节》                 |
| 11   | 尹力《张思德》 陆川《可可西里》                                       | 濮存昕《一轮明月》 吴军《张思德》         | 赵薇《情人结》 章子怡《十面埋伏》                     |
| 12   | 尹力（2）《云水谣》 高群书《东京审判》                                | 陈坤《云水谣》 富大龙《天狗》             | 李冰冰《云水谣》 丁嘉莉《小巷总理》                   |
| 13   | 冯小刚《集结号》 陈凯歌《梅兰芳》                                     | 张涵予《集结号》 果靖霖《袁隆平》         | 章子怡（2）《梅兰芳》 范志博《突发事件》              |
| 14   | 王珈、沈东《飞天》 韩三平、黄建新《建国大业》                         | 李雪健（2）《杨善洲》 葛优《赵氏孤儿》    | 徐帆（2）《唐山大地震》 娜仁花《额吉》                |
| 15   | 冯小刚（2）《一九四二》 陈力（2）《周恩来的四个昼夜》                 | 黄晓明《中国合伙人》 刘之冰《忠诚与背叛》 | 章子怡（3）《一代宗师》 颜丙燕《万箭穿心》            |
| 16   | 徐克《智取威虎山》                                                    | 刘德华《失孤》                            | 白百何《滚蛋吧！肿瘤君》                              |
| 17   | 林超贤《红海行动》                                                    | 吴京《战狼2》                             | 陈瑾（2）《十八洞村》                                 |
| 18   | 陈凯歌（2）、张一白、管虎、薛晓路、徐峥、宁浩、文牧野《我和我的祖国》 | 张译《我和我的祖国》                      | 任素汐《我和我的祖国》                                |
| 19   | 陈凯歌（3）、徐克（2）、林超贤（2）《长津湖》                         | 刘烨《守岛人》                            | 张子枫《我的姐姐》                                    |
| 20   | 郭帆《流浪地球2》                                                     | 张译（2）《三大队》                       | 惠英红《我爱你！》                                    |

## 历年获奖名单

### 1949-1955年
| 獎項                                            | 獲獎名單 |
| 中国文化部优秀影片奖（1957-1983年） 1949-1955年 | |
| 故事片一等奖                                    | 《钢铁战士》、《白毛女》、《渡江侦察记》、《董存瑞》、《乌鸦与麻雀》                                                                                     |
| 故事片二等奖                                    | 《中国儿女》、《翠岗红旗》、《上饶集中营》、《南岛风云》、《我这一辈子》                                                                                 |
| 故事片三等奖                                    | 《新儿女英雄传》、《六号门》、《草原上的人们》、《丰收》、《鸡毛信》、《伟大的起点》、《哈森与加米拉》、《平原游击队》、《两家春》                       |
| 荣誉奖（香港故事片）                            | 《珠江泪》、《绝代佳人》、《一板之隔》、《一年之计》、《春》                                                                                             |
| 舞台艺术片一等奖                                | 《梁山伯与祝英台》（越剧） |
| 舞台艺术片二等奖                                | 《天仙配》（黄梅戏） |
| 舞台艺术片三等奖                                | 《秦香莲》（评剧） |
| 美术片一等奖                                    | 《神笔》 |
| 美术片二等奖                                    | 《好朋友》 |
| 美术片三等奖                                    | 《乌鸦为什么是黑的》 |
| 长纪录片一等奖                                  | 《中国人民的胜利》、《解放了的中国》、《百万雄师下江南》、《抗美援朝》（一）                                                                             |
| 长纪录片二等奖                                  | 《抗战的越南》、《人民心一条》、《反对细菌战》、《东北三年解放战争》、《红旗漫卷西风》、《1952年国庆》、《和平万岁》、《伟大的土地改革》、《钢铁运输线》 |
| 长纪录片三等奖                                  | 《大西南凯歌》、《边疆战士》、《八一运动会》、《一定要把淮河修好》                                                                                       |
| 短纪录片一等奖                                  | 《交换病伤战俘》、《战胜怒江天险》、《永远怀念苏军》 |
| 短纪录片二等奖                                  | 《踏上生路》、《越南政府代表团访华》、《救死扶伤的英雄们》、《在帕米尔高原上》、《画家齐白石》、《桂林山水》                                             |
| 短纪录片三等奖                                  | 《七一在北平》、《民间工艺美术》、《华而不实》、《在和平建设的岗位上》、《伞兵生活》                                                                     |
| 科教片一等奖                                    | 《淡水养鱼》、《培育壮秧》 |
| 科教片二等奖                                    | 《根治水稻害虫-三化螟》、《玉米人工授粉》 |
| 科教片三等奖                                    | 《先进砌砖法》、《水土保持》、《农业生产合作社的包工制》、《杠杆的作用》                                                                                 |

### 1979年
| 獎項               | 獲獎名單 |
| 1979年             | |
| 优秀故事片         | 《从奴隶到将军》、《泪痕》、《吉鸿昌》、《归心似箭》、《啊！摇篮》、《苦恼人的笑》、《小花》、《保密局的枪声》、《生活的颤音》、《樱》、《傲蕾·一兰》、《曙光》、《苦难的心》、《海外赤子》、《神圣的使命》、《北斗》、《二泉映月》、《李四光》、《向导》、《瞧这一家子》、《小字辈》、《她俩和他俩》 |
| 优秀戏曲片         | 《铁弓缘》 |
| 翻译片优秀配音奖   | 《舞台生涯》、《追捕》、《安重根击毙伊藤博文》（上海电影译制厂） |
| 优秀美术片         | 《哪吒闹海》、《阿凡堤》、《好猫咪咪》 |
| 优秀纪录片         | 《周总理和我们在一起》、《奋起还击》、《新起点》、《骨肉亲》、《金凤凰飞进光棍堂》、《漓江画童》、《军犬》、《竹》 |
| 优秀科教片         | 《生物进化》、《地壳运动》、《草蛉》、《盐湖》、《吸烟危害健康》、《预防小儿麻痹症》、《工厂防火》、《鸟岛》、《叶面施肥》、《热处理》、《敦煌艺术》、《祖国的海岸》、《蚂蟥》、《绿色净化器》、《中国花鸟画》                                                                                        |
| 优秀新闻科技杂志片 | 《祖国新貎1号》、《祖国新貎5号》、《祖国新貎29号》、《今日中国1号》、《科技简报3号》、《科技简报13号》、《科技简报6号》 |

### 1980年
| 獎項               | 獲獎名單 |
| 1980年             | |
| 优秀故事片         | 《巴山夜雨》、《天云山传奇》、《法庭内外》、《花枝梢》、《第十个弹孔》、《残雪》、《苗苗》、《与魔鬼打交道的人》 |
| 优秀戏曲片         | 《白蛇传》 |
| 翻译片优秀配音奖   | 《啊！野麦岭》、《永恒的爱情》                                                                                   |
| 优秀美术片         | 《三个和尚》、《雪孩子》                                                                                         |
| 优秀纪录片         | 《刘少奇同志永垂不朽》、《黄山奇观》、《他们怎样富起来（第三期）》、《青春的闪光》                               |
| 优秀科教片         | 《生命与蛋白--人工合成夷岛素》、《遥感》、《绿化祖国》、《试管晶》、《遗传工程初探》、《119与911 蓝色的血液》    |
| 优秀新闻科技杂志片 | 《祖国新貎34号》、《今日中国12号》                                                                               |

### 1981年
| 獎項       | 獲獎名單 |
| 1981年     | |
| 优秀故事片 | 《喜盈门》、《西安事变》、《邻居》、《南昌起义》、《沙鸥》、《路漫漫》、《伤逝》、《乡情》、《被爱情遗忘的角落》       |
| 优秀儿童片 | 《绿色钱包》 |
| 优秀戏曲片 | 《李慧娘》 |
| 优秀译制片 | 《远山的呼唤》、《妈妈的生日》                                                                                         |
| 优秀美术片 | 《南郭先生》 |
| 优秀纪录片 | 《先驱者之歌》、《莫让年华付水流》、《钢铁长城》、《飞翔》、《自古华山一条路》、《麻鸭化宝》                           |
| 优秀科教片 | 《蜜蜂王国》、《万里长城》、《白蚁王国》、《长白山珍奇》、《胆结石的奥秘》、《蚜茧蜂》、《地膜覆盖》、《幼儿家庭教育》 |

### 1982年
| 獎項       | 獲獎名單                                                                                              |
| 1982年     | |
| 优秀故事片 | 《人到中年》、《牧马人》、《骆驼祥子》、《春晖》、《风雨下钟山》、《飞来的仙鹤》、《布谷催春》        |
| 优秀儿童片 | 《应声阿哥》、《泉水叮咚》                                                                            |
| 优秀戏曲片 | 《升官记》                                                                                            |
| 优秀译制片 | 《苔丝》、《神秘的黄玫瑰》                                                                            |
| 优秀美术片 | 《鹿铃》、《淘气的金丝猴》                                                                            |
| 优秀纪录片 | 《拼搏--中国女排夺魁》、《光辉业迹》、《土林探奇》、《祖国新貎》、《今日中国》                        |
| 优秀科教片 | 《冠心病》、《昆虫世界--身体构造与功能》、《燕子》、《尼罗罗非鱼》、《硼肥》、《徐薯18 谨防静电危害》 |
| 特别奖     | 《一盘没有下完的棋》、《少林寺》、《茶馆》                                                            |

### 1983年
| 獎項             | 獲獎名單 |
| 1983年           | |
| 优秀故事片一等奖 | 《咱们的牛百岁》、《大桥下面》、《在被告后面》 |
| 优秀故事片二等奖 | 《血，总是热的》、《不该发生的故事》、《十六号病房》、《廖仲恺》、《没有航标的河流》、《女大学生宿舍》、《四渡赤水》、《道是无情胜有情》、《武林志》                     |
| 优秀戏曲片       | 《火焰山》 |
| 优秀译制片       | 《国家利益》、《金牌》 |
| 优秀美术片       | 《鹬蚌相争》、《蝴蝶泉》 |
| 荣誉奖           | 《特急警报333》、《不当演员的姑娘》 |
| 特别奖           | 《火烧圆明园》、《垂帘听政》 |
| 优秀纪录片       | 《毛泽东》、《叶剑英》、《赤子心--怀念廖公》、《春风从这里吹起》、《草原的女儿》、《海峡情思》、《祖国新貎8302号》                                                       |
| 优秀科教片       | 《灰喜鹊》、《拱的建筑》、《黄河与森林》、《消灭野鼠》、《计划生育》、《细纱工作法》、《棉花麦花移栽》、《绿色世界》、《凤尾菇》、《蚯蚓》、《家族笼养鸡》、《兔病防治》 |

### 1984年
| 獎項                                               | 獲獎名單 |
| 中国广播电影电视部优秀影片奖（1984-1993年） 1984年 | |
| 优秀故事片一等奖                                   | 《高山下的花环》、《红衣少女》 |
| 优秀故事片二等奖                                   | 《雅马哈鱼档》、《邮缘》、《黄山来的姑娘》、《谭嗣同》、《花园街五号》、《祁连山的回声》、《寒夜》、《明姑娘》、《老板哥和电妹子》、《一往情深》、《为什么生我》、《默默的小理河》                     |
| 优秀儿童片                                         | 《童年的朋友》 |
| 优秀儿童片鼓励奖                                   | 《十四、五岁》 |
| 优秀戏曲片                                         | 《五女拜寿》 |
| 优秀译制片                                         | 《胜利大逃亡》、《寅次郎的故事-浪花之恋》 |
| 优秀美术片                                         | 《火童》 |
| 优秀纪录片                                         | 《北京的叙说》、《零的突破》、《香港一百天》、《超级明星伟伟》、《今日中国8405号--自行车王国》、《祖国新貎8436号》、《国庆阅兵》                                                                       |
| 优秀科教片                                         | 《广开节能之路》、《昆虫界--越冬》、《河蟹》、《化石宝库》、《电子计算机怎样工作》、《台风》、《中国地热》、《细胞重建》、《急性心肌梗塞的预防和抢救》、《看不见的朋友》、《防治沙漠化》、《粘虫迁飞》 |

### 1985年
| 獎項           | 獲獎名單 |
| 1985年         | |
| 优秀故事片     | 《咱们的退伍兵》、《少年犯》、《索伦河谷的枪声》、《迷人的乐队》、《野山》、《相思女子客》、《秋天里的春天》、《日出》、《黑炮事件》、《流浪汉与天鹅》、《女人的力量》              |
| 优秀舞台艺术片 | 《中国革命之歌》 |
| 优秀儿童片     | 《月光下的小屋》 |
| 优秀美术片     | 《金猴降妖》、《夹子求鹿》、《草人》 |
| 优秀译制片     | 《弗兰西丝》、《黑郁金香》 |
| 优秀纪录片     | 《抗日烽火》、《今日拉萨》、《南极，我们来了》、《为民族生存而战》、《祖国新貎8531号》、《蓝天畅想曲》                                                                              |
| 优秀科教片     | 《崛起的第三金属--钛》、《巫师的骗术》、《EXPO'85之一--日本筑波国际科学技术博览会》、《绿叶之谜--光合作用》、《祼小鼠与肿留研究》、《尘螨与哮喘》、《中国首次南极考察》、《移核鱼》 |

### 1986-1987年
| 獎項           | 獲獎名單 |
| 1986-1987年    | |
| 优秀故事片     | 《孙中山》、《芙蓉镇》、《血战台儿庄》、《老井》、《珍珍的发屋》、《红高粱》、《T省的84、85年》、《雷场相思树》、《解放》、《最后的疯狂》、《买买提外传》、《钢锉将军》、《屠城血证》、《闪电行动》                                                                   |
| 优秀舞台艺术片 | 《倒霉大叔的婚事》 |
| 优秀译制片     | 《罗马假日》、《两个人的车站》、《斯巴达克思》 |
| 优秀儿童片     | 《我只流三次泪》、《我和我的同学们》 |
| 优秀美术片     | 《黑猫警长》（5）、《不怕冷的大衣》、《葫芦兄弟》（3、4） |
| 优秀纪录片     | 《中国面向未来》、《老山魂》、《阳早和寒春》、《火的考验》、《紫禁城》、《中国手》、《刻在黑沃的土地上》、《一瞬与十年》 |
| 优秀科教片     | 《澳门沧桑》、《轰击原子核的大炮--粒子加速器》、《曾侯乙编钟》、《动物的眼睛》、《褐马鸡》、《朱鸡》、《摇篮--人造卵与赤眼蜂》、《绿化黄土地》、《农村养猪成套技术组片之二--仔猪培育》、《西红柿“Ω”型栽培技术》、《植物内生菌》、《海安之路--农牧良性循环》、《回声》 |
| 特别奖         | 《苏禄国王与中国皇帝》 |

### 1988年
| 獎項           | 獲獎名單 |
| 1988年         | |
| 优秀故事片     | 《巍巍昆仑》、《共和国不会忘记》、《春桃》、《黄土坡的婆姨们》、《花街皇后》、《欢乐英雄》、《阴阳界》                                       |
| 优秀儿童片     | 《多梦时节》 |
| 优秀译制片     | 《靡菲斯特》、《谜中之谜》 |
| 优秀美术片     | 《山水情》、《补课》 |
| 优秀舞台艺术片 | （空缺） |
| 优秀纪录片     | 《好在历史是人民写的》、《声乐教授黄友葵》、《昨天！今天……明天？》、《我们的邓大姐》、《180个日日夜夜》、《决定命运的时刻》                  |
| 优秀科教片     | 《旱地水窑》、《中国岩溶--洞穴》、《近亲不要结婚》、《光盘》、《艾滋病》、《多功能抗旱剂》、《神奇的稀土》（第一集）、《禄丰古猿》、《寒潮》 |

### 1989-1990年
| 獎項        | 獲獎名單 |
| 1989-1990年 | |
| 优秀故事片  | 《开国大典》、《焦裕禄》、《百色起义》、《龙年警官》、《老店》、《特区打工妹》、《假女真情》、《大城市1990》、《联手警探》、《中国霸王花》、《斗鸡》、《赌命汉》、《北京，你早》、《黄河谣》、《你好！太平洋》、《白求恩--一个英雄的成长》                                                                                     |
| 优秀儿童片  | 《我的九月》、《豆蔻年华》、《快乐岛奇遇》、《别哭，妈妈》 |
| 优秀译制片  | 《魔窟寻谍》、《随心所欲》 |
| 优秀美术片  | 《鹿与牛》、《一半儿》、《医生与皇帝》、《牛冤》、《兰花花》 |
| 优秀纪录片  | 《周恩来》、《伟大的战略决战》、《心灵随想曲--第八届伤残人奥运会》、《祖国新貎9001号》、《亚运之星》、《情系巴山》、《雷锋是谁》、《难忘这一年》、《十世班禅》 |
| 优秀科教片  | 《不朽的古建筑--欧洲古建筑保护》、《金字塔下的葬礼》、《脑海》、《人类染色体病》、《全息胚--生物科学的新发现》、《地球全景--气象卫星云图》、《紧凑型高产玉米--李海登育种之路》、《世界珍禽--黑鹳》、《指南针的发明》、《冰雪南极》、《花》、《人蝗之战》、《攻克植物癌症》、《鸟集》、《优化改造苹果园》、《电脑》（组片之一） |

### 1991年
| 獎項       | 獲獎名單 |
| 1991年     | |
| 优秀故事片 | 《大决战》、《周恩来》、《开天辟地》、《毛泽东和他的儿子》、《过年》、《烈火金刚》、《情洒浦江》、《世界屋脊的太阳》、《高朋满座》、《心香》 |
| 优秀儿童片 | 《烛光里的微笑》、《火焰山来的鼓手》 |
| 优秀译制片 | 《阴谋的代价》（长春电影制片厂译制片分厂）、《追寻铁证》（上海电影译制厂）                                                                   |
| 优秀美术片 | 《葫芦小金刚》、《眉间尺》、《开店》 |
| 优秀美术片 | 《七色花》、《镜花缘--两面国》、《嘴吧、耳朵和眼睛》                                                                                         |
| 优秀纪录片 | 《我们走过的日子》、《抗洪救灾》、《赴汤蹈火》、《祖国新貎9101号》、《春风桃李瑶山》、《在党旗下》                                           |
| 优秀科教片 | 《企鹅大帝》、《低温核供热堆》、《节育新方法》、《两系法杂交水稻》、《原生质体再生植株》、《沧州吨良田》、《实验动物》、《我们走向未来》     |

### 1992年
| 獎項       | 獲獎名單                                                                                      |
| 1992年     |                                                                                               |
| 最佳故事片 | 《蒋筑英》                                                                                    |
| 优秀故事片 | 《阙里人家》、《刘少奇的四十四天》、《站直罗别趴下》、《中国人》                              |
| 最佳导演   | 吴贻弓《阙里人家》                                                                            |
| 最佳编剧   | 王兴东《蒋筑英》                                                                              |
| 最佳男演员 | 朱旭《阙里人家》                                                                              |
| 最佳女演员 | 奚美娟《蒋筑英》                                                                              |
| 最佳纪录片 | 《天界》                                                                                      |
| 优秀纪录片 | 《宋庆龄》、《往事并非如烟》                                                                  |
| 最佳科教片 | 《丰产沟──旱薄地的出路》                                                                      |
| 最佳儿童片 | 《远山姐弟》                                                                                  |
| 最佳美术片 | 《麻雀选大王》                                                                                |
| 优秀美术片 | 《十二只蚊子和五个人》、《方脸爷爷和圆脸奶奶》                                                |
| 特别荣誉奖 | 《秋菊打官司》、《香魂女》                                                                    |
| 最佳译制片 | 《月夜》 （长春电影制片厂译制片分厂）                                                         |
| 优秀科教片 | 《礼赞中文电子出版系统 :献给孩子的爱 ──乙型肝炎疫苗》 、《花培育种》、《手足情── 再造与移植》 |

### 1993年
| 獎項       | 獲獎名單                                                               |
| 1993年     |                                                                        |
| 最佳故事片 | 《凤凰琴》                                                             |
| 优秀故事片 | 《重庆谈判》                                                           |
| 最佳导演   | 塞夫、麦丽丝《东归英雄传》                                             |
| 最佳编剧   | 桔生、刘醒龙、卜炎贵《凤凰琴》                                         |
| 最佳男演员 | 李保田《凤凰琴》                                                       |
| 最佳女演员 | 潘虹《股疯》                                                           |
| 最佳纪录片 | 《中国出了个毛泽东》                                                   |
| 优秀纪录片 | 《水中影》、《拉萨的韵律》、《东归英雄传》、《第一诱惑》、《炮兵少校》 |
| 最佳科教片 | 《防治堤坝白蚁》                                                       |
| 优秀科教片 | 《寻找无形粮田》、《温室效应的忧思》                                   |
| 最佳儿童片 | 《燃烧的雪花》                                                         |
| 最佳美术片 | 《三只小狐狸──收西瓜》                                                 |
| 优秀美术片 | 《合影》、《泳装》、《魔方大厦第八集-头盔城》                          |
| 特别鼓励奖 | 《阿曼尼萨罕》、《大海风》、《犬王》、《沧桑梨园情》                   |
| 最佳合拍片 | 《股疯》                                                               |
| 优秀译制片 | 《国际女郎》                                                           |

### 1994年（第1届）
| 獎項             | 獲獎名單                                                                                  |
| 1994年（第1届）  |                                                                                           |
| 最佳故事片       | 《被告山杠爷》                                                                            |
| 优秀故事片       | 《弹道无痕》、《步入辉煌》、《留村查看》、 《一家两制》、《绝境逢生》、《警魂》、《天网》 |
| 优秀儿童片       | 《魔鬼发卡》、《最长的彩虹》、《吾家有女》                                                |
| 优秀译制片       | 《亡命天涯》                                                                              |
| 最佳戏曲片       | 《花木兰传奇》                                                                            |
| 优秀美术片       | 《胡僧》、《哭鼻子大王》                                                                  |
| 优秀纪录片       | 《普通一兵》、《王震将军》                                                                |
| 最佳科教片       | 《智力工程-消除碘缺乏症》                                                                 |
| 优秀科教片       | 《果实蝇》、《科学防治棉铃虫》                                                            |
| 最佳编剧奖       | 毕必成、范元（《被告山杠爷》）                                                            |
| 最佳导演奖       | 张建亚（《绝境逢生》）                                                                    |
| 最佳男演员       | 李仁堂（《被告山杠爷》）                                                                  |
| 最佳女演员       | 艾丽娅（《二嫫》）                                                                        |
| 最佳电影技术奖   | 《二嫫》                                                                                  |
| 最佳制片管理奖   | 王明辉（《十字架下的魔影》）                                                              |
| 最佳对外合拍片奖 | 《二嫫》                                                                                  |

### 1995年（第2届）
| 獎項            | 獲獎名單                                                                      |
| 1995年（第2届） |                                                                               |
| 最佳故事片      | 《天网》、《孔繁森》                                                          |
| 优秀故事片      | 《赢家》、《七七事变》、《士兵的荣誉》、 《九香》、《红樱桃》、《信访办主任》 |
| 优秀儿童片      | 《孙文少年行》、《童年的风筝》                                                |
| 优秀译制片      | 《真实的谎言》                                                                |
| 优秀美术片      | 《自古英雄出少年-识鬼少年》、 《自古英雄出少年-区寄斗贼》                     |
| 最佳纪录片      | 《较量-抗美援朝战争实录》                                                     |
| 优秀纪录片      | 《难忘辉煌》、《陈嘉庚》                                                      |
| 优秀科教片      | 《都江堰》、 《造手大师-记于仲嘉教授从医五十周年》                            |
| 最佳编剧奖      | 郑沂、沈贻炜（《信访办主任》）、思芜（《赢家》）                              |
| 最佳导演奖      | 陈国星、王坪（《孔繁森》）                                                    |
| 最佳男演员      | 高明（《孔繁森》）                                                            |
| 最佳女演员      | 曹翠芬（《孤儿泪》）                                                          |
| 优秀电影技术奖  | 《悲情布鲁克》                                                                |
| 优秀制片管理奖  | 许松林（《生死千里》）                                                        |
| 最佳合拍片奖    | 《变脸》                                                                      |
| 评委会特别奖    | 《大江东去》、《冼星海》、《三峡梦正圆》                                      |

### 1996年（第3届）
| 獎項             | 獲獎名單 |
| 1996年（第3届）  | |
| 优秀故事片       | 《信访办主任》、《大转折》、《红河谷》、《喜莲》、 《夫唱妻和》、《离开雷锋的日子》、《男婚女嫁》、 《彝海结盟》、《军嫂》、《青年刘伯承》、《一棵树》 |
| 优秀儿童片       | 《男孩女孩》、《我也有爸爸》、《滑板梦之队》 |
| 优秀译制片       | 《勇敢者游戏》 |
| 优秀戏曲片       | 《徽商情缘》（黄梅戏） |
| 优秀美术片       | 《百鸟衣》、《大森林里的故事·春天里的歌》 |
| 优秀纪录片       | 《山梁》、《东北虎野化驯练》、《菊坛盛会》 |
| 优秀科教片       | 《种子正传》、《毒品的危害》、《喷灌压碱洗造良田》 |
| 优秀编剧奖       | 王兴东（《离开雷锋的日子》） 郭中束、郝国忱（《喜莲》）                                                                                                |
| 优秀导演奖       | 韦廉（《大转折》）、 冯小宁（《红河谷》） |
| 优秀男演员       | 傅学诚（《大转折》） 、刘佩琦（《离开雷锋的日子》） |
| 优秀女演员       | 于慧（《喜莲》） |
| 优秀电影技术奖   | 《红河谷》《大转折》 |
| 优秀制片管理奖   | 《喜莲》 |
| 优秀对外合拍片奖 | 《挚爱情缘》 |

### 1997年（第4届）
| 獎項             | 獲獎名單 |
| 1997年（第4届）  | |
| 优秀故事片       | 《鸦片战争》、《大进军席卷大西南》、《安居》、 《一代天骄成吉思汗》、《惹事生非》、《黑眼睛》、 《长征》、《红西服》、《灯塔世家》、《非常爱情》 |
| 优秀儿童片       | 《花季雨季》、《开心多来咪》、《快乐天使》 |
| 优秀译制片       | 《失落的世界》 |
| 优秀美术片       | 《妖树与松鼠》 |
| 优秀纪录片       | 《周恩来外交风云》、《丰碑》、《三峡截流》 |
| 优秀科教片       | 《介入疗法》、《暖棚养畜》、《神奇的气肥》 |
| 优秀编剧奖       | 刘一兵（《朗朗星空》）、赵冬苓（《激情辩护》）                                                                                                   |
| 优秀导演奖       | 胡炳榴（《安居》）、杨光远（《大进军-席卷大西南》）                                                                                              |
| 优秀男演员       | 唐国强（《长征》） |
| 优秀女演员       | 陶虹（《黑眼睛》）、潘予（《安居》） |
| 优秀电影技术奖   | 《一代天骄成吉思汗》、《大进军-席卷大西南》 |
| 电影新人奖       | 程彤（《非常爱情》，编剧）、 张扬（《爱情麻辣烫》，导演）、颜丹晨（《花季雨季》，演员）                                                          |
| 优秀对外合拍片奖 | 《环游地球八十天》 |
| 评委会奖         | 《燃烧的港湾》、《周恩来-伟大的朋友》、《海之魂》、 《挺立潮头》、傅红星（《甲方乙方》，导演）                                                   |

### 1998年（第5届）
| 獎項             | 獲獎名單 |
| 1998年（第5届）  | |
| 优秀故事片       | 《春天的狂想》、《男妇女主任》、《世纪之梦》、《快乐老家》、 《一个都不能少》、《故园秋色》、《不见不散》、《龙飞凤舞》、《良心》、《上海纪事》 |
| 优秀儿童片       | 《成长》、《冰上小虎队》、《草房子》 |
| 优秀译制片       | 《拯救大兵瑞恩》 |
| 优秀戏曲片       | 《阎家滩》 |
| 优秀美术片       | 《雪狐》 |
| 优秀纪录片       | 《共和国主席刘少奇》、《挥师三江》、《越过太平洋》                                                                                              |
| 优秀科教片       | 《基因与转基因动物》、《良种包衣》、《防止稻飞風》                                                                                              |
| 优秀编剧奖       | 张笑天（《世纪之梦》） 张继、何庆魁、赵德平（《男妇女主任》）                                                                                   |
| 优秀导演奖       | 孙沙（《快乐老家》）、张艺谋（《一个都不能少》）、 滕文骥（《春天的狂想》）                                                                     |
| 优秀男演员       | 邵兵（《春天的狂想》）、赵本山（《男妇女主任》）                                                                                                |
| 优秀女演员       | 徐帆（《不见不散》） 梅婷（《红色恋人》） |
| 优秀电影技术奖   | 《红娘》 |
| 电影新人奖       | 郭小橹（《网络时代的爱情》，编剧）、 金琛（ 《网络时代的爱情》，导演）、 王炜（《快乐老家》，男演员）、 何苗（《快乐老家》，女演员）            |
| 优秀对外合拍片奖 | 《长江》 |
| 评委会奖         | 《网络时代的爱情》袁泉（《遥望查里拉》，演员）                                                                                                  |

### 1999年（第6届）
| 獎項             | 獲獎名單 |
| 1999年（第6届）  | |
| 优秀故事片       | 《大进军大战宁沪杭》、《国歌》、《紧急迫降》、《我的1919》、《黄河绝恋》、《我的父亲母亲》、《女帅男兵》、《冲天飞豹》、《赛龙夺锦》 |
| 优秀儿童片       | 《欢舞》、《鼓手的荣誉》、《会唱歌的土豆》                                                                                           |
| 优秀译制片       | 《诺丁山》 |
| 优秀戏曲片       | 《我爱我爹》 |
| 优秀美术片       | 《宝莲灯》、《猫咪小贝》 |
| 优秀纪录片       | 《中国1949》、《东方巨响》、《夜上海》                                                                                               |
| 优秀科教片       | 《征服病毒病》、《简易无土栽培》、《棉籽脱绒包衣》                                                                                   |
| 优秀编剧奖       | 黄丹、唐娄彝、冯小宁、孙晓青、缪鲁                                                                                                   |
| 优秀导演奖       | 陈国军（《冲天飞豹》）、 吴子牛（《国歌》）、 张建亚（《紧急迫降》）                                                                 |
| 优秀男演员       | 陈道明（《我的1919》）、 李雪健（《横空出世》）                                                                                      |
| 优秀女演员       | 蒋雯丽（《女帅男兵》） 、陈瑾（ 《横空出世》）                                                                                       |
| 优秀电影技术奖   | 《紧急迫降》 |
| 电影新人奖       | 曹保平（编剧）、 管虎（导演）、黄格选（男演员）、陈曦（女演员）                                                                      |
| 优秀对外合拍片奖 | 《西洋镜》 |
| 评委会奖         | 《明天我爱你》、《眷恋》、《冰与火》、《共和国之旗》、 《幸福花园》、《世纪大阅兵》、黄健中 （导演）、陈力（导演）                   |

### 2000年（第7届）
| 獎項             | 獲獎名單 |
| 2000年（第7届）  | |
| 优秀故事片       | 《生死抉择》、《相伴永远》、《真心》、《月圆今宵》、《英雄郑成功》、《毛泽东与斯诺》、《彩练当空舞》、 《詹天佑》、《走出硝烟的女神》、《走过严冬》 |
| 优秀儿童片       | 《无声的河》、《扬起你的笑脸》、《娃娃唱大戏》 |
| 优秀戏曲片       | 《山乡情悠悠》 |
| 优秀记录片       | 《国庆记事》、《新时期的英雄战士—李向群》、《支撑》                                                                                                 |
| 优秀科教片       | 《宇宙与人》、《生态家园》、《防治美洲斑潜蝇》、《集雨节灌》、《跟着市场种葡萄》                                                                    |
| 优秀美术片       | 《小虎斑斑》 |
| 优秀电视电影     | 《劲舞苍穹》《杨守敬与吕蓓卡》 |
| 优秀电影技术     | 《宇宙与人》《紫日》 |
| 外国影片优秀译制 | 《U-571》 |
| 优秀电影歌曲     | 《因为有爱》（送人玫瑰手有余香） |
| 优秀编剧         | 贺子壮、宋继高（《生死抉择》） 胡建新、顾保孜《相伴永远》                                                                                           |
| 优秀导演         | 于本正（《生死抉择》）、 陈力（《月圆今宵》）、 霍建起（《蓝色爱情》）                                                                              |
| 优秀男演员       | 王学圻（《相伴永远》）、 王庆祥（《生死抉择》） |
| 优秀女演员       | 奚美娟（《月圆今宵》）、 谢兰（《走过严冬》） |
| 电影新人奖       | 刘婷（《真心》编剧）、 宁敬武（《无声的河》导演）、 甲一平（《无声的河男演员）》、 董洁（《幸福时光》女演员）                                       |
| 评委会奖         | 《刮痧》、《公正的心》、《因为有爱》、《芬芳誓言》、《紫日》《英雄无语》                                                                            |

### 第8届（2001年）
| 獎項               | 獲獎名單 |
| 第8届（2001年）    | |
| 优秀故事片奖       | 《毛泽东在1925》、《冲出亚马逊》、《背水一战》、《声震长空》、《天上草原》、《法官妈妈》、《荔枝红了》、《面对生命》、《高原如梦》、《嘎达梅林》 |
| 优秀戏曲片奖       | 《生死擂》 |
| 优秀纪录片奖       | 《士兵校长》、《青铜的光辉》、《钢琴梦》 |
| 优秀科教片奖       | 《深渊-邪教的本质》、《白蚁防治新技术》、《大棚作物的新家》、 《新梨新法巧栽培》、《绿色屏障》                                                   |
| 优秀美术片奖       | 《圣剑》 |
| 优秀对外合拍片奖   | 《天脉传奇》 |
| 优秀电视电影奖     | 《情归天尽头》《大沙暴》 |
| 优秀电影技术奖     | 《冲出亚马逊》《天上草原》 |
| 外国影片优秀译制奖 | 《珍珠港》 |
| 优秀电影歌曲奖     | 天堂（《天上草原》） |
| 优秀导演奖         | 宋业名（《冲出亚马逊》） 塞夫、麦丽丝（《天上草原》）                                                                                            |
| 优秀男演员奖       | 侯勇（《冲出亚马逊》）、王英（《毛泽东1925》）                                                                                                   |
| 优秀女演员         | 陶红（《生活秀》）、于慧（《巧凤》） |
| 电影新人奖         | 吴兵（导演）、黄海波（男演员）、周莉（女演员）                                                                                                   |
| 评委会奖           | 莫娇（《血性山谷》编导）、 《谁说我不在乎》、《苦茶香》、《巧凤》                                                                                |

### 第9届（2002年）
| 獎項               | 獲獎名單                                                                                         |
| 第9届（2002年）    |                                                                                                  |
| 女演员新人奖       | 徐静蕾（《我爱你》）                                                                             |
| 优秀戏曲片奖       | 《华子良》                                                                                       |
| 优秀科教片奖       | 《黑脸琵鹭》、《青春期性健康》、《柽柳》、《农村改水》                                           |
| 优秀纪录片奖       | 《天风海涛鼓浪屿》、《军旗耀香江》                                                               |
| 导演新人奖         | 马晓颖（《世界上最疼我的那个人去了》）                                                           |
| 男演员新人奖       | 潘粤明（《惊涛骇浪》）                                                                           |
| 外国影片优秀译制奖 | 《哈里·波特2》                                                                                   |
| 优秀电影技术奖     | 《惊涛骇浪》                                                                                     |
| 优秀电视电影奖     | 《王忠诚》                                                                                       |
| 优秀电影歌曲奖     | 《当兵的人在哪里》（《惊涛骇浪》）                                                               |
| 优秀对外合拍片奖   | 《英雄》                                                                                         |
| 合作拍摄荣誉奖     | 《英雄》                                                                                         |
| 特殊贡献奖         | 《英雄》                                                                                         |
| 优秀导演奖         | 翟俊杰（《惊涛骇浪》）、杨亚洲（《美丽的大脚》）                                                 |
| 优秀男演员奖       | 刘佩奇（《和你在一起》）、卢奇（《邓小平》）                                                     |
| 优秀女演员奖       | 倪萍（《美丽的大脚》）、黄素影（《世界上最疼我的那个人去了》）                                   |
| 优秀故事片一等奖   | 《惊涛骇浪》                                                                                     |
| 优秀故事片二等奖   | 《邓小平》、《美丽的大脚》、《首席执行官》                                                       |
| 优秀故事片三等奖   | 《世界上最疼我的那个人去了》、《库尔班大叔上北京》、《周恩来万隆之行》、《和你在一起》、《暖春》 |

### 第10届（2003年）
| 獎項                         | 獲獎名單 |
| 第10届（2003年）             | |
| 电影导演新人奖               | 刘新 （《三十八度》） |
| 电影女演员新人奖             | 梁静（《警察有约》中饰耿乐乐） |
| 优秀电影歌曲奖               | 电影《三十八度》主题歌《笑了》（演唱：陶虹） |
| 优秀美术片奖                 | 《刁蛮公主戆驸马》（珠江电影制片厂、红线女艺术中心）、《梁山伯与祝英台》（上海美术电影制片厂、台湾中影股份有限公司） |
| 外国影片优秀译制奖           | 《爱有天意》（上海电影译制厂译制） |
| 优秀电影技术奖               | 《天地英雄》（西安电影制片厂、西影股份有限公司、北京华谊兄弟太合影视投资有限公司、哥伦比亚电影制作(亚洲)有限公司联合摄制 北京电影洗印录像技术厂洗印） |
| 优秀电视电影奖               | 《法官老张轶事之审牛记》（电影频道节目中心出品 山东省华夏影视文化艺术中心、山东省电影电视剧制作中心联合摄制）、《野狐梁的女人》（电影频道节目中心出品 天津电影制片厂摄制）、《曾克林出关》（电影频道节目中心出品 八一电影制片厂摄制） |
| 优秀数字电影奖               | 《德拉姆》（北京数字印象文化传播有限公司、昆明大通道影视策划有限公司） |
| 优秀纪录片奖                 | 《布达拉宫》（中央电视台、中视传媒股份有限公司、珠海联邦制药有限公司）、《我们万众一心》（八一电影制片厂）、《走近毛泽东》（中央新闻纪录电影制片厂、中共中央文献研究室、北京多种空间文化传播有限公司） |
| 优秀科教片奖                 | 《农村防控传染性非典型肺炎》（北京科学教育电影制片厂）、《保护耕地》（中国农业电影电视中心）、《咱也学学打官司》（北京科学教育电影制片厂）、《 菊芋治沙》（长春电影集团）、《赡养老人与遗产继承》（西安电影制片厂） |
| 优秀戏曲片奖                 | 《七品知县卖红薯》（长影集团有限责任公司、长春电影制片厂、河南省鹤壁市文化局） |
| 优秀出品人奖                 | 李水合（山西电影制片厂）、杨步亭（中国电影集团公司）、塞夫（内蒙古电影制片厂） |
| 优秀对外合拍片奖             | 《双雄》（银都机构有限公司、香港寰宇娱乐有限公司）、《忘不了》（银都机构有限公司、香港一百年电影有限公司）、《飞鹰》（天津电影制片厂、香港浩翰电影娱乐有限公司、香港电影神话有限公司、香港寰亚电影有限公司） |
| 优秀导演奖                   | 郑洞天（《台湾往事》）、霍建起（《暖》） |
| 优秀男演员奖                 | 刘威（《疑案忠魂》中饰马红旗）、周小斌（《刻骨铭心》中饰王东风） |
| 优秀女演员奖                 | 剧雪（《灿烂的季节》中饰纪华）、蒋雯丽（《台湾往事》中饰母亲） |
| 市场开拓奖                   | 《手机》（中国电影集团公司、北京华谊兄弟太合影视投资有限公司、哥伦比亚电影制作（亚洲）有限公司） |
| 优秀故事片奖（按得票数多少） | 《台湾往事》（中国电影集团公司、电影频道节目中心、青年电影制片厂、北京紫禁城影业有限责任公司、北京墨臣影视文化有限公司）、《天地英雄》（西安电影制片厂、西影股份有限公司、北京华谊兄弟太合影视投资有限公司、哥伦比亚电影制作（亚洲）有限公司）、《惊心动魄》（八一电影制片厂、电影频道节目中心、中华人民共和国铁道部）、《灿烂的季节》（长春电影制片厂）、《三十八度》（峨眉电影制片厂、电影频道节目中心、江苏省文化产业发展有限公司、北京金英马影视文化有限责任公司）、《疑案忠魂》（中国电影集团公司第一制片分公司）、《心跳墨脱》（内蒙古电影制片厂、电影频道节目中心、世纪英雄电影投资有限公司、中国电影集团公司、西藏自治区党委宣传部）、《暖》（北京金海方舟文化发展有限公司）、《婼玛的十七岁》（青年电影制片厂、云南良黎影视文化传播有限公司、云南红河哈尼族彝族自治州人民政府）、《毛泽东去安源》（潇湘电影集团、中共安源区委、安源区政府） |

### 第11届（2004年）
| 獎項               | 獲獎名單 |
| 第11届（2004年）   | |
| 优秀少儿童牛影片奖 | 《我们手拉手》、《没有音乐照样跳舞》、《我要做好孩子》                                                                                          |
| 优秀少儿男女演员奖 | 李乐《哥哥树》、朱静珊《我要做好孩子》 |
| 优秀科教片奖       | 《公正帮你办》、《家庭土地承包有靠山》、《农村防火常识》、《养貂致富新技术》                                                                    |
| 优秀电影技术       | 《十面埋伏》(优秀故事片技术奖)、《破釜沉舟》(优秀数字电影技术奖)                                                                                |
| 优秀纪录片奖       | 《千秋三侠》、《小平您好》 |
| 优秀动画片         | 《小兵张嘎》、《红孩儿大话火焰山》、《格兰特船长的儿女》                                                                                        |
| 优秀译制片奖       | 《亚瑟王》（中国电影集团公司）、《翻译风波》 （上海电影译制厂）                                                                                 |
| 优秀夏衍剧本文学奖 | 《太行山上》、《寻找母亲赵一曼》、《两个人的芭蕾》、《秋雨》、《美丽心娘》、《烈火真心》、《梅兰花》、《鲁迅》、《新生万喜》                    |
| 优秀新人男女演员奖 | 钟秋《我的法兰西岁月》、张静初《花腰新娘》 |
| 优秀电视电影奖     | 《王树声征战豫西》、《我爱杰西卡》、《法官老张轶事之养老树》                                                                                    |
| 优秀对外合拍片奖   | 《天下无贼》、《关于爱》、《早熟》 |
| 优秀出品人奖       | 张伟平、韩三平 |
| 优秀导演奖         | 尹力《张思德》、陆川《可可西里》 |
| 优秀男演员奖       | 濮存昕《一轮明月》、吴军《张思德》 |
| 优秀女演员奖       | 赵薇《情人结》章子怡《十面埋伏》 |
| 市场开拓奖         | 《十面埋伏》 |
| 优秀故事片奖       | 《一轮明月》、《任长霞》、《我的法兰西岁月》、《邓小平·1928》、《郑培民》、《花腰新娘》、《风起云涌》、《可可西里》、《沉默的远山》、《张思德》 |

### 第12届（2005－2007年度）
| 獎項                     | 獲獎名單 |
| 第12届（2005－2007年度） | |
| 优秀故事片奖             | 《太行山上》、《东京审判》、《我的长征》、《云水谣》、《千里走单骑》、《别拿自己不当干部》、《小巷总理》、《山乡书记》、《生死托付》、《香巴拉信使》 |
| 优秀数字电影奖           | 《村官过大年》《王长喜来了》《疯狂的石头》《男人上路》                                                                                               |
| 优秀少儿童牛影片奖       | 《网络少年》 《隐形的翅膀》 《两个人的教室》 |
| 优秀戏曲片奖             | 《村官李天成》 |
| 优秀对外合拍片奖         | 《宝葫芦的秘密》《老港正传》 《神话》《霍元甲》 |
| 优秀科教片奖             | 《圆明园》《保护湿地》《煤矿瓦斯爆炸事故的防治》 |
| 优秀动画片奖             | 《勇士》 《动物狂欢节》 |
| 优秀纪录片奖             | 《为了胜利》《百年光影》《你好香港》《帕米尔之恋》                                                                                                   |
| 优秀译制片奖             | 《惊涛大冒险》（上海电影译制厂） |
| 优秀电影技术奖           | 《云水谣》《疯狂的石头》 |
| 优秀编剧奖               | 刘恒、陆柱国 |
| 优秀导演奖               | 尹力、高群书 |
| 优秀男演员奖             | 陈坤、富大龙 |
| 优秀女演员奖             | 李冰冰、丁嘉莉 |
| 优秀少儿演员奖           | 王正佳、雷庆瑶 |
| 优秀新人导演奖           | 宁浩 |
| 优秀新人编剧奖           | 梅梓 |
| 优秀新人男演员奖         | 邱林 |
| 优秀新人女演员奖         | 范志博 |
| 优秀出品人奖             | 明振江、任仲伦 |

### 第13届（2007－2009年度）
| 獎項                                                          | 獲獎名單 |
| 第13届（2007－2009年度）（2009年8月29日在北京展览馆剧场举行） | |
| 优秀故事片奖                                                  | 《突发事件》《铁人》《沂蒙六姐妹》《高考1977》《集结号》《梅兰芳》《大河》《我的左手》《八月一日》《袁隆平》 |
| 优秀导演奖                                                    | 冯小刚《集结号》、陈凯歌《梅兰芳》                                                                           |
| 优秀编剧奖                                                    | 苏小卫《沂蒙六姐妹》、张冰《大河》                                                                           |
| 优秀男演员奖                                                  | 张涵予《集结号》、果静林《袁隆平》                                                                           |
| 优秀女演员奖                                                  | 章子怡《梅兰芳》、范志博《突发事件》                                                                         |
| 优秀数字电影奖                                                | 《十八个手印》《棋王和他的儿子》《锡林郭勒·汶川》《横平竖直》                                                |
| 优秀少儿童牛影片奖                                            | 《走路上学》《男生贾里新传》《买买提的2008》                                                                 |
| 优秀戏曲片奖                                                  | 《程婴救孤》(豫剧) 《廉吏于成龙》(京剧)                                                                      |
| 优秀合拍片奖                                                  | 《叶问》《赤壁》《画皮》《非诚勿扰》                                                                         |
| 优秀科教片奖                                                  | 《月球探秘》《发酵床环保养猪新法》《淡水小龙虾的养殖》                                                       |
| 优秀动画片奖                                                  | 《快乐奔跑》《淘气包马小跳》《喜羊羊与灰太狼之牛气冲天》《麋鹿王》                                           |
| 优秀纪录片奖                                                  | 《郎朗的歌：献给2008》 《人民至上》《筑梦2008》                                                              |
| 优秀译制片奖                                                  | 《功夫熊猫》                                                                                                 |
| 优秀电影技术奖                                                | 《梅兰芳》《赤壁》                                                                                           |
| 优秀少儿男演员奖                                              | 丁嘉力 《走路上学》                                                                                          |
| 优秀少儿女演员奖                                              | 诺民 《寻找那达慕》                                                                                          |
| 优秀新人导演奖                                                | 海涛 《锡林郭勒·汶川》                                                                                       |
| 优秀新人编剧奖                                                | 崔民《横平竖直》                                                                                             |
| 优秀新人男演员奖                                              | 余少群 《梅兰芳》                                                                                            |
| 优秀新人女演员奖                                              | 徐筠 《我的左手》                                                                                            |
| 优秀电影音乐奖                                                | 王黎光《集结号》                                                                                             |
| 优秀境外华裔导演奖                                            | 吴宇森 《赤壁》                                                                                              |
| 优秀境外华裔男演员奖                                          | 甄子丹 《叶问》                                                                                              |
| 优秀境外华裔女演员奖                                          | 舒淇 《非诚勿扰》                                                                                            |

### 第14届（2009－2011年度）
| 獎項                     | 獲獎名單 |
| 第14届（2009－2011年度） | |
| 优秀故事片奖             | 《唐山大地震》《建国大业》《飞天》《杨善洲》《秋之白华》《山楂树之恋》《钢的琴》《建党伟业》《郭明义》《赵氏孤儿》 |
| 优秀导演奖               | 王珈、沈东《飞天》)、 韩三平、黄建新《建国大业》                                                                   |
| 优秀编剧奖               | 《老寨》、《建党伟业》                                                                                             |
| 优秀男演员奖             | 李雪健《杨善洲》、葛优《赵氏孤儿》                                                                                 |
| 优秀女演员奖             | 徐帆《唐山大地震》、娜仁花《额吉》                                                                                 |
| 优秀数字电影奖           | 《百合》 |
| 优秀少儿童牛影片奖       | 《星海》《我们天上见》《孩子那些事》                                                                               |
| 优秀戏曲片奖             | 《清风亭》 |
| 优秀合拍片奖             | 《十月围城》《孔子》《风声》《海洋天堂》                                                                           |
| 优秀科教片奖             | 《鲜切花栽培技术》《巧治松材线虫》《农村防范诈骗尝试》                                                             |
| 优秀动画片奖             | 《西柏坡》《兔侠传奇》《兔子镇的火狐狸》《梦回金沙城》                                                             |
| 优秀纪录片奖             | 《长安街》《中国三峡》《祖国至上》                                                                                 |
| 优秀译制片奖             | 《阿凡达》 |
| 优秀电影技术奖           | 《飞天》《唐山大地震》                                                                                             |
| 优秀少儿男演员奖         | 苏嘉航《星海》 |
| 优秀少儿女演员奖         | 沙衣达-艾合买提《幸福的向日葵》                                                                                    |
| 优秀新人导演奖           | 张猛《钢的琴》 |
| 优秀新人编剧奖           | 薛晓路《海洋天堂》                                                                                                 |
| 优秀新人男演员奖         | 文章《海洋天堂》                                                                                                   |
| 优秀新人女演员奖         | 周冬雨《山楂树之恋》                                                                                               |
| 优秀电影音乐奖           | 舒楠《建国大业》                                                                                                   |
| 优秀境外华裔导演奖       | 陈德森《十月围城》                                                                                                 |
| 优秀境外华裔男演员奖     | 周润发《孔子》 |
| 优秀境外华裔女演员奖     | 吴君如《岁月神偷》                                                                                                 |

### 第15届（2011－2013年度）
| 獎項                                     | 獲獎名單 |
| 第15届（2011－2013年度）（頒獎典禮取消） | |
| 优秀故事片奖                             | 《中国合伙人》《一九四二》《周恩来的四个昼夜》《失恋33天》《辛亥革命》《忠诚与背叛》《钱学森》《金陵十三钗》《搜索》《万箭穿心》《警察日记》 |
| 优秀导演奖                               | 冯小刚 《一九四二》、 陈力《周恩来的四个昼夜》                                                                                               |
| 优秀剧作奖(原创剧作)                     | 周智勇，张冀《中国合伙人》 |
| 优秀剧作奖(改编剧作)                     | 刘震云 《一九四二》 |
| 优秀男演员奖                             | 黄晓明《中国合伙人》、刘之冰 《忠诚与背叛》                                                                                                  |
| 优秀女演员奖                             | 章子怡 《一代宗师》、颜丙燕《万箭穿心》 |
| 优秀少儿影片奖                           | 《我的影子在奔跑》《有人赞美聪慧，有人则不》《全城高考》《青春派》                                                                           |
| 优秀戏曲影片奖                           | 《锁麟囊》 |
| 优秀对外合拍片奖                         | 《桃姐》《寒战》《十二生肖》《一代宗师》《龙门飞甲》                                                                                         |
| 优秀农村题材影片奖                       | 《索道医生》《百鸟朝凤》 |
| 优秀少数民族题材影片奖                   | 《西藏天空》 |
| 优秀科教片奖                             | 《变暖的地球》《探寻癌症之谜》《教你延长大棚农膜使用寿命》                                                                                   |
| 优秀动画片奖                             | 《终极大冒险》《魁拔之大战元泱界》《神秘世界历险记》《潜艇总动员3彩虹宝藏》                                                                  |
| 优秀纪录片奖                             | 《冰血长津湖》《乡村里的中国》《仰望星空》                                                                                                   |
| 优秀译制片奖                             | 《马达加斯加3》 |
| 优秀电影技术奖                           | 《一九四二》《龙门飞甲》 |
| 优秀青年电影创作奖                       | 《致我们终将逝去的青春》《边境风云》 |
| 优秀青年剧作奖                           | 《边境风云》 |
| 优秀青年导演奖                           | 徐峥《人再囧途之泰囧》 |
| 优秀新人男演员奖                         | 阿旺仁青《西藏天空》 |
| 优秀新人女演员奖                         | 杨子姗《致我们终将逝去的青春》 |
| 优秀电影音乐奖                           | 张大龙《百鸟朝凤》 |
| 优秀电影摄影奖                           | 吕乐《一九四二》 |
| 优秀境外华裔导演奖                       | 陈可辛 《中国合伙人》 |
| 优秀境外华裔男演员奖                     | 赵又廷《搜索》 |
| 优秀境外华裔女演员奖                     | 叶德娴《桃姐》 |

### 第16届（2013－2015年度）
| 獎項                     | 獲獎名單                                                                                       |
| 第16届（2013－2015年度） |                                                                                                |
| 优秀故事片奖             | 《狼图腾》《智取威虎山》《百团大战》《战狼》《破风》《解救吾先生》《亲爱的》《失孤》《捉妖记》 |
| 优秀导演奖               | 徐克《智取威虎山》                                                                             |
| 优秀编剧奖               | 邢原平、贾茹《土地志》                                                                         |
| 优秀男演员奖             | 刘德华《失孤》                                                                                 |
| 优秀女演员奖             | 白百何《滚蛋吧！肿瘤君》                                                                       |
| 优秀动画影片奖           | 《西游记之大圣归来》                                                                           |
| 优秀农村题材影片奖       | 《真爱》                                                                                       |
| 优秀少数民族题材影片奖   | 《天上的菊美》                                                                                 |
| 优秀少儿题材影片奖       | 《家在水草丰茂的的地方》                                                                       |
| 优秀青年创作影片奖       | 《滚蛋吧！肿瘤君》                                                                             |
| 优秀摄影奖               | 赵非《太平轮•彼岸》                                                                            |
| 优秀音乐奖               | 陈其钢《归来》                                                                                 |

### 第17届（2015－2018年度）
| 獎項                     | 獲獎名單                                                                                                   |
| 第17届（2015－2018年度） | |
| 优秀故事片奖             | 《红海行动》《湄公河行动》《大唐玄奘》《建军大业》《战狼II》《明月几时有》《十八洞村》《龙之战》《老阿姨》 |
| 优秀导演奖               | 林超贤《红海行动》                                                                                         |
| 优秀编剧奖               | 苗月《十八洞村》                                                                                           |
| 优秀男演员奖             | 吴京《战狼2》                                                                                              |
| 优秀女演员奖             | 陈瑾《十八洞村》                                                                                           |
| 优秀动画影片奖           | 《大鱼海棠》                                                                                               |
| 优秀农村题材影片奖       | 《丢羊》                                                                                                   |
| 优秀少数民族题材影片奖   | 《塔克拉玛的鼓声》                                                                                         |
| 优秀少儿题材影片奖       | 《旋风女队》                                                                                               |
| 优秀青年创作影片奖       | 《超时空同居》                                                                                             |
| 优秀摄影奖               | 曹郁《妖猫传》                                                                                             |
| 优秀音乐奖               | 王晓锋《大唐玄奘》                                                                                         |

### 第18届（2018－2020年度）
| 獎項                     | 獲獎名單 |
| 第18届（2018－2020年度） | |
| 优秀故事片奖             | 《中国机长》《古田军号》《我和我的祖国》《哪吒之魔童降世》《信仰者》《音乐家》《烈火英雄》《流浪地球》《黄大年》《攀登者》 |
| 优秀导演奖               | 陈凯歌、张一白、管虎、薛晓路、徐峥、宁浩、文牧野《我和我的祖国》                                                           |
| 优秀编剧奖               | 龚格尔、严东旭、郭帆、叶俊策、杨治学、吴荑、叶濡畅、沈晶晶《流浪地球》                                                     |
| 优秀男演员奖             | 张译《我和我的祖国》 |
| 优秀女演员奖             | 任素汐《我和我的祖国》 |
| 优秀农村题材影片奖       | 《远去的牧歌》 |
| 优秀少数民族题材影片奖   | 《片警宝音》 |
| 优秀少儿题材影片奖       | 《动物出击》 |
| 优秀青年创作影片奖       | 《老师·好》 |
| 优秀摄影奖               | 居文沛《古田军号》 |
| 优秀音乐奖               | 格日图《远去的牧歌》 |

### 第19届（2020 - 2022年度）
| 獎項                      | 獲獎名單 |
| 第19届（2020 - 2022年度） | |
| 优秀故事片奖              | 《长津湖》《邓小平小道》《白蛇传·情》《守岛人》《我和我的父辈》《你好，李焕英》《奇迹·笨小孩》《姜子牙》《送你一朵小红花》《穿过寒冬拥抱你》 |
| 优秀导演奖                | 陈凯歌、徐克、林超贤《长津湖》 |
| 优秀编剧奖                | 张冀《夺冠》 |
| 优秀男演员奖              | 刘烨《守岛人》 |
| 优秀女演员奖              | 张子枫《我的姐姐》 |
| 优秀农村题材影片奖        | 《一点就到家》 |
| 优秀少数民族题材影片奖    | 《守望相思树》 |
| 优秀少儿题材影片奖        | 《树上有个好地方》 |
| 优秀青年创作影片奖        | 《人生大事》 |
| 优秀摄影奖                | 韩淇名《刺杀小说家》 |
| 优秀音乐奖                | 王之一、梁皓一、李野《长津湖》 |

### 第20届（2022 - 2024年度）
| 獎項                    | 獲獎名單 |
| 第20届（2022-2024年度） | |
| 优秀故事片奖            | 《第二十条》《流浪地球2》《三大队》《封神第一部：朝歌风云》《志愿军：雄兵出击》《万里归途》《我爱你！》《年会不能停！》《觅渡》《长安三万里》 |
| 优秀导演奖              | 郭帆《流浪地球2》 |
| 优秀编剧奖              | 董润年、应萝佳《年会不能停！》 |
| 优秀男演员奖            | 张译《三大队》 |
| 优秀女演员奖            | 惠英红《我爱你！》 |
| 优秀电影音乐奖          | 彭飞《三大队》 |
| 优秀电影摄影奖          | 蔡涛、廖拟《无名》 |
| 优秀农村题材影片奖      | 《我本是高山》 |
| 优秀少数民族题材影片奖  | 《雪豹》 |
| 优秀少儿题材影片奖      | 《小马鞭》 |
| 优秀青年电影创作奖      | 《独行月球》 |
| 特别贡献影片            | 《哪吒之魔童闹海》 |